# Lakota (Dakota del Norte)
Lakota es una ciudad ubicada en el condado de Nelson en el estado estadounidense de Dakota del Norte. En el censo de 2010 tenía una población de 672 habitantes y una densidad poblacional de 251,42 personas por km².

## Geografía
Lakota se encuentra ubicada en las coordenadas 48°2′34″N 98°20′48″O / 48.04278, -98.34667. Según la Oficina del Censo de los Estados Unidos, Lakota tiene una superficie total de 2.67 km², de la cual 2.67 km² corresponden a tierra firme y (0%) 0 km² es agua.

## Demografía
Según el censo de 2010, había 672 personas residiendo en Lakota. La densidad de población era de 251,42 hab./km². De los 672 habitantes, Lakota estaba compuesto por el 96.73% blancos, el 0.3% eran afroamericanos, el 1.93% eran amerindios, el 0% eran asiáticos, el 0% eran isleños del Pacífico, el 0% eran de otras razas y el 1.04% pertenecían a dos o más razas. Del total de la población el 0% eran hispanos o latinos de cualquier raza.